# Claude Malhuret

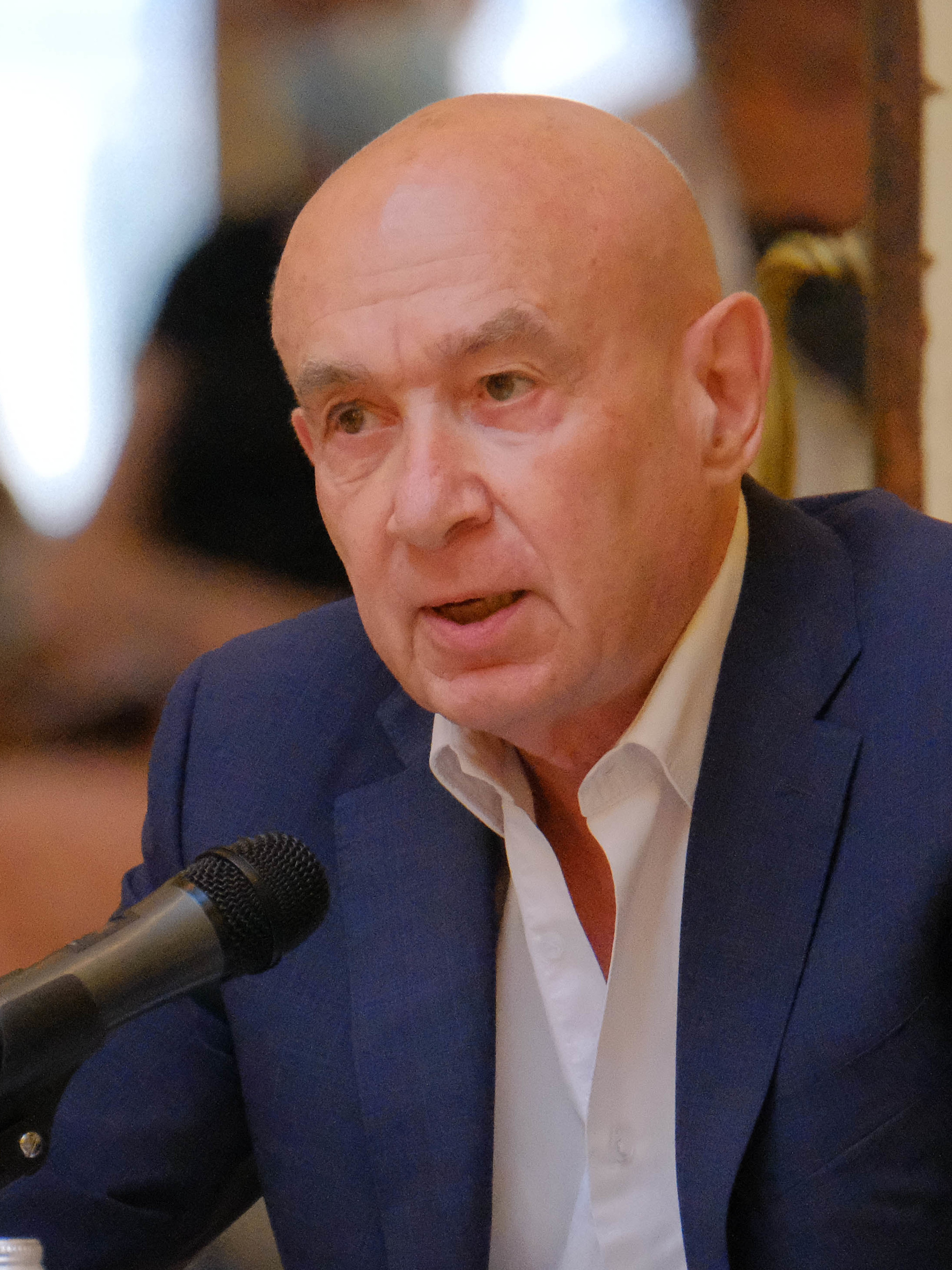
Claude Malhuret, 2020

Claude Malhuret (* 8. März 1950 in Straßburg) ist ein französischer Arzt und Politiker (UDF, UMP, Agir, Horizons). Er ist seit 2014 Mitglied des französischen Senats. Der ehemalige Vorsitzende der französischen Sektion von Ärzte ohne Grenzen war von 1989 bis 2017 Bürgermeister von Vichy und von 1989 bis 1993 Mitglied des Europäischen Parlaments.

## Arztberuf und humanitäres Engagement
Malhuret wuchs als Sohn eines Hautarztes und einer Apothekerin in Vichy auf. Nach seinem Medizindoktorat an der Sorbonne in Paris arbeitete er als Arzt im Praktikum (interne des hôpitaux) in einem Krankenhaus. Seinen Wehrdienst leistete er 1973–74 im Rahmen eines französischen Entwicklungshilfeprojekts als leitender Arzt an zwei Krankenhäusern in Marokko. 1975 war er als Epidemiologe für die Weltgesundheitsorganisation (WHO) in Indien tätig, wo er an der Isolierung und Behandlung der letzten Pockenfälle in Asien mitwirkte.
1976 und 1977 koordinierte er die medizinischen Teams von Ärzte ohne Grenzen in den kambodschanischen, laotischen und vietnamesischen Flüchtlingslagern in Thailand. Gegen den Widerstand eines Mitbegründers der Organisation, Bernard Kouchner, wurde Malhuret 1978 zum Vorsitzenden der französischen Sektion von Ärzte ohne Grenzen (Médecins Sans Frontières, MSF) gewählt. Kouchner verließ MSF daraufhin. Malhuret leitete die Organisation acht Jahre lang, in dieser Zeit wuchs ihr Budget von umgerechnet 75.000 € auf 150 Millionen €.
Mit seinem Arztkollegen Laurent Alexandre gründete Malhuret 1999 Doctissimo.fr, das größte französischsprachige Informationsportal für Medizinthemen im Internet. Von 2006 bis 2014 war Malhuret Direktor für ethische Entwicklung bei Korian, einem Betreiber von Pflegeheimen.

## Politische Karriere
Malhuret war ein Vertreter der 1968er-Studentenbewegung, distanzierte sich aber angesichts des Genozids der Roten Khmer in Kambodscha und den Massakern des Derg in Äthiopien von linken Ideologien. Im Jahr 1984 gründete Malhuret die Organisation Liberté sans Frontières („Freiheit ohne Grenzen“), die sich gegen linke Entwicklungstheorien und totalitäre Regimes in der Dritten Welt stellt. Dieser schlossen sich auch François Fejtő, Jean-François Revel, Emmanuel Le Roy Ladurie und Alain Besançon an. Auf Vorschlag von Alain Madelin von der Parti républicain (PR) war Malhuret von 1986 bis 1988 Staatssekretär für Menschenrechte im Cohabitations-Kabinett Chirac II.
Als Vertreter der PR, die zum bürgerlichen Parteienbündnis Union pour la démocratie française (UDF) gehörte, war er von 1989 bis 1993 Mitglied des Europäischen Parlaments. Dort saß er in der liberalen Fraktion. Er war Delegierter für die Beziehungen zu Japan sowie 1989–90 Mitglied des politischen Ausschusses und 1992–93 des Ausschusses für Kultur, Jugend, Bildung und Medien. 1989 wurde er zum Bürgermeister von Vichy gewählt; 1995, 2001, 2008 und 2014 gelang ihm die Wiederwahl. Die Revitalisierung und Modernisierung der Stadt und der gesamten Region waren Schwerpunkte seiner Arbeit. Von 1993 bis 1997 war er Abgeordneter eines Wahlkreises des Départements Allier in der Nationalversammlung, wo er der UDF-Fraktion angehörte.
Ab 2002 gehörte Malhuret der Mitte-rechts-Sammelpartei Union pour un mouvement populaire (UMP) an. Von 2004 bis 2014 gehörte er dem Regionalrat der Auvergne an. Als Vertreter von Allier wurde Malhuret 2014 in den französischen Senat gewählt. Dort gehörte er dem Ausschuss für Außen- und Verteidigungspolitik an. Zudem war er von 2014 bis 2017 Präsident des Gemeindeverbands Vichy Communauté. Nach der Einschränkung der Ämterhäufung in Frankreich musste er sich 2017 zwischen dem Bürgermeisteramt und seinem Senatsmandat entscheiden und optierte für letzteres.
Im Oktober 2017 schied er aus der Fraktion von Les Républicains (Nachfolgepartei der UMP) aus und wurde Vorsitzender der neuen Fraktion Les Indépendants – République et territoires. Einen Monat später beteiligte er sich (neben Franck Riester und Fabienne Keller) an der Gründung der Partei Agir, einer Abspaltung von Les Républicains, die mit der Regierung des Präsidenten Emmanuel Macron zusammenarbeitet. Er ist einer der stellvertretenden Vorsitzenden dieser Partei. Malhuret gehört nun dem Senatsausschuss für Kultur, Bildung und Kommunikation an und ist stellvertretender Vorsitzender der Delegation für Frauenrechte und Chancengleichheit. Seit Ende 2021 ist er zusätzlich Mitglied der Partei Horizons des früheren Premierministers Édouard Philippe.
Am 4. März 2025 hielt Malhuret im französischen Senat eine weltweit vielbeachtete, knapp 9-minütige Rede über die politische Situation in den USA, in Europa, der Ukraine und in Russland. Sie enthielt eine unverblümte Analyse der US-Regierung unter Donald Trump und einen Aufruf an Europa, entsprechende Konsequenzen für seine Verteidigung zu ergreifen.